# Parque Estadual das Nascentes do Rio Taquari
O Parque Estadual Nascentes do Rio Taquari é um parque estadual no estado de Mato Grosso do Sul, Brasil. Protege as cabeceiras do rio Taquari em uma área na transição entre os biomas do cerrado e do pantanal.

## História
O Parque Estadual Nascentes do Rio Taquari foi criado pelo Decreto Estadual 9.662, de 9 de outubro de 1999, com o objetivo de preservar os ecossistemas, a flora e a fauna da região, mantendo a bacia hidrográfica, o patrimônio cultural e paisagístico e apoiando a recreação e o turismo em contato com a natureza. A implantação do parque foi feita como medida compensatória pela ferrovia Ferrovia Norte Brasil (FERRONORTE), por se engajar em obras que tiveram impacto ambiental no estado. O Decreto 9.663, de 9 de outubro de 1999, previa a desapropriação de terras de propriedade privada no parque estadual, com a despesa de compensação nascida pela FERRONORTE.
Antes do parque ser criado, toda a terra era de propriedade privada. O processo de aquisição das propriedades só começou em 2007, com indenização a partir de março de 2008. Em 2010, apenas 10% da área do parque havia sido formalmente adquirida pelo estado. Os proprietários de terras continuavam com atividades como a pecuária, enquanto as negociações sobre o valor da terra continuavam.

## Geografia
O Parque Estadual Nascentes do Rio Taquari é dividido entre os municípios de Alcinópolis (82,7%) e Costa Rica (17,3%) em Mato Grosso do Sul. Tem uma área de 30.619 hectares (75.660 acres). A zona de amortecimento abrange 89.744,73 hectares. O parque contém partes das bacias dos rios Paraguai e Paraná, além do está perto da bacia hidrográfica do rio Araguaia. Está entre o chapadão e as regiões pré-pantanal, na divisa entre o Mato Grosso do Sul, Mato Grosso e Goiás, além de proteger as nascentes do rio Taquari, considerado o rio mais degradado da bacia pantaneira do Mato Grosso do Sul.
O parque contém seis grandes cânions formados ao longo de milhões de anos no Chapadão de Baús, na borda oeste do planalto central brasileiro. O parque tem sítios arqueológicos que datam de 11.000 anos, com traços em cavernas de antigas pinturas rupestres e petróglifos. O parque tem grande beleza cênica e alto potencial para ecoturismo, educação ambiental e pesquisa. O plano de manejo, publicado em junho de 2009, definiu as zonas de uso do parque. Cerca de 50% é definido como tendo intervenção humana mínima, com visitação restrita.
O Parque Estadual Nascentes do Rio Taquari fica na Reserva da Biosfera do Pantanal, que inclui também os parques nacionais do Pantanal, Chapada dos Guimarães, Emas e Serra da Bodoquena, além dos parques estaduais da Serra de Santa Bárbara e Pantanal do Rio Negro. Além de proteger um importante corredor ecológico entre o cerrado e o pantanal. A vegetação está no bioma cerrado e inclui florestas sazonais e cerradão. Atividades conflitantes incluem aragem com uso intensivo de agroquímicos, mineração, estradas, linhas de transmissão e residências no parque.